# Stenobrachius leucopsarus
Stenobrachius leucopsarus är en fiskart som först beskrevs av Eigenmann och Eigenmann, 1890.  Stenobrachius leucopsarus ingår i släktet Stenobrachius och familjen prickfiskar. Inga underarter finns listade i Catalogue of Life.